# Jutarnji list
Jutarnji list (lett. "Il Foglio del Mattino") è un quotidiano croato, pubblicato continuativamente a Zagabria dal 6 aprile 1998. È stato fondato da EPH (Europapress Holding), proprietà di Ninoslav Pavić. EPH ha cambiato nome in Hanza Media dopo essere acquistato da Marijan Hanžeković . Il giornale è pubblicato in formato berlinese e in rete. La sua edizione online jutarnji.hr è il secondo sito web di notizie più visitato in Croazia dopo Index.hr .

## Orientamento
Secondo il proprietario di Hanza Media Marijan Hanžeković, "Jutarnji list dovrebbe essere giornale concettuale di orientamento liberale e socialdemocratico, con l'accento sull'accuratezza e sulla rilevanza". Jutarnji è considerato un giornale liberale più a sinistra di Večernji list.

## Storia
Jutarnji list è stato lanciato nell'aprile 1998  diventando il primo quotidiano croato di successo fin dagli anni cinquanta.. Ha ripreso il nome del quotidiano esistente prima della seconda guerra mondiale. Il giornale fa parte del gruppo di media di Hanza Media (sino al 2016: Europapress Holding).
Nel 2003, Jutarnji list ha lanciato un'edizione domenicale completa, Nedjeljni Jutarnji. Il 19 febbraio 2005 Jutarnji list ha pubblicato una biografia esaustiva di Ante Gotovina.
Il quotidiano diventò rapidamente uno dei giornali più letti in Croazia. Nei primi cinque anni ha venduto più di 214 milioni di copie. Durante la crisi economica reale, il numero di copie vendute diminuì da circa 80.000 nel 2007 a 52.763 nel 2013. La crisi ha colpito nello stesso modo altri giornali quotidiani in Croazia.

## Collaboratori
Lo scrittore Predrag Matvejević collaborò come saggista all'Jutarnji list. Tra gli altri collaboratori di fama internazionale vi sono Slavenka Drakulić, Miljenko Jergović, Ante Tomić, Jurica Pavičić, Nenad Polimac, Tvrtko Jakovina, Ivo Banac, Inoslav Bešker.

## Direttori responsabili
- Tomislav Wruss (1998-2008)
- Mladen Pleše (2008-2013)
- Viktor Vresnik (2013-2015)
- Goran Ogurlić (dal 2015)